# 2007 KE4
2007 KE4 ist ein Asteroid, der zu den Erdnahen Asteroiden (Amor-Typ) zählt und am 24. Mai 2007 von Catalina Sky Survey (IAU-Code 703) entdeckt wurde. Der Asteroid wird (Stand: 19. Februar 2025) auf der NEO Risk List mit einer kumulativen Einschlagswahrscheinlichkeit von 1 zu 22883 in den Jahren 2026 bis 2115 geführt. Der Durchmesser des Asteroids wird auf etwa 20 bis 50 Meter geschätzt. 